# Ulf Andersson (boxare)
Ulf Andersson, född 9 februari 1938, död 10 juli 2016 är en svensk före detta boxare som blivit svensk mästare vid två tillfällen.

## Karriär

### Boxning
Ulf Andersson blev svensk mästare i tungviktsboxning 1958 och 1960 när han boxades för klubben BK Örnen.

### Film
Andersson spelade i rollen som Jack "Killer" Jonsson och sparringpartner i filmen Svenska Floyd (1961). Han har dessutom medverkat som stuntman för Carl-Gustaf Lindstedt i bland annat Mannen på taket (1976) och Hemligheten (1990).